# Borda de Fèlix
La Borda de Fèlix és una borda del terme municipal de Conca de Dalt, dins de l'antic terme de Toralla i Serradell, pertanyent al poble de Rivert, al nord-oest del municipi. Està situada a les Vilanoves, en un replà al peu de l'extrem sud-est de la Serra del Cavall. És a l'est-sud-est de Rivert, prop del límit amb Salàs de Pallars, en el sector del poble de Sensui. De fet, la borda és pràcticament sobre la mateixa ratlla de termenal, al costat de ponent de la carretera local de Salàs de Pallars a Vilanova. Té al seu sud-oest la Borda del Caser.